# Veillée funèbre
Pour les articles homonymes, voir Veillée mortuaire.

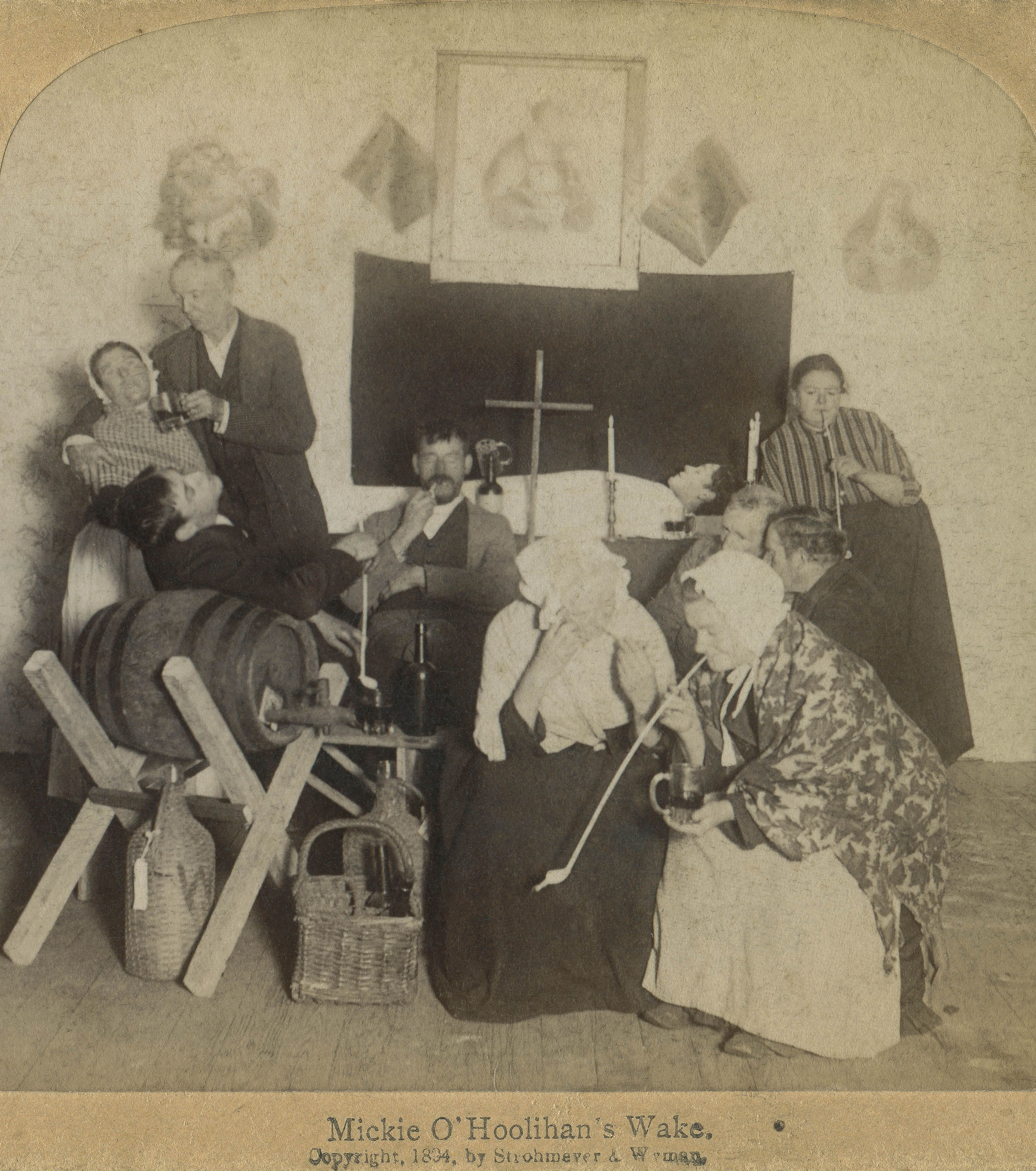
Famille irlandaise lors d'une veillée funèbre.

La veillée funèbre, appelée aussi veillée mortuaire, est une étape du rituel funéraire au cours de laquelle une communauté prend congé d'un défunt. Cette étape précédant l'inhumation ou la crémation du corps, prend des modalités diverses selon les époques et les régions : longueur (temps compris entre la première nuit qui suit la mort du défunt, jusqu'à ses funérailles), présence ou absence du corps, recueillement, rituels pour écarter les mauvais esprits voulant s'emparer du cadavre, éléments folkloriques (les excès des festivités funéraires étant parfois dénoncés),.

## Éléments historiques
Au Moyen Âge, après l'annonce du décès au village, au quartier et à la paroisse, la veillée funèbre commence à la lueur de chandelles chez les humbles, dans un grand apparat chez les riches. Elle réunit les proches, les amis et la famille autour de la dépouille enveloppée dans un suaire. L'accompagnement du défunt « donne matière à des manifestations organisées où les récitations de prière, les éloges stéréotypés, les promesses alternent avec les pleurs, les cris de veilleuses et de pleureuses patentées qui frisent l'hystérie ».
Dans le monde occidental, jusqu'au milieu du XXe siècle, la veillée, comme les autres rites funéraires, fait partie des moments forts de la vie collective. 

Dans la seconde moitié du XXe siècle et au XXIe siècle, avec l'urbanisation, l'individualisme croissant, la médicalisation et la désocialisation de la mort, cette pratique funéraire se désacralise et se déritualise comme tous les rites funéraires qui s'affadissent voire disparaissent. La veillée a ainsi tendance à s'exprimer loin du domicile du défunt, et à se vivre dans une salle d'exposition ou salon funéraire du funérarium, dans une chambre mortuaire d'un hôpital ou dans une maison funéraire implantée dans des quartiers urbains. La pratique funéraire se reporte sur le jour de la cérémonie des obsèques sur laquelle l'ensemble des groupes d'appartenance et de filiation du défunt (groupes familiaux, professionnels, associatifs, groupes d'habitants) se mobilise.

## Galerie

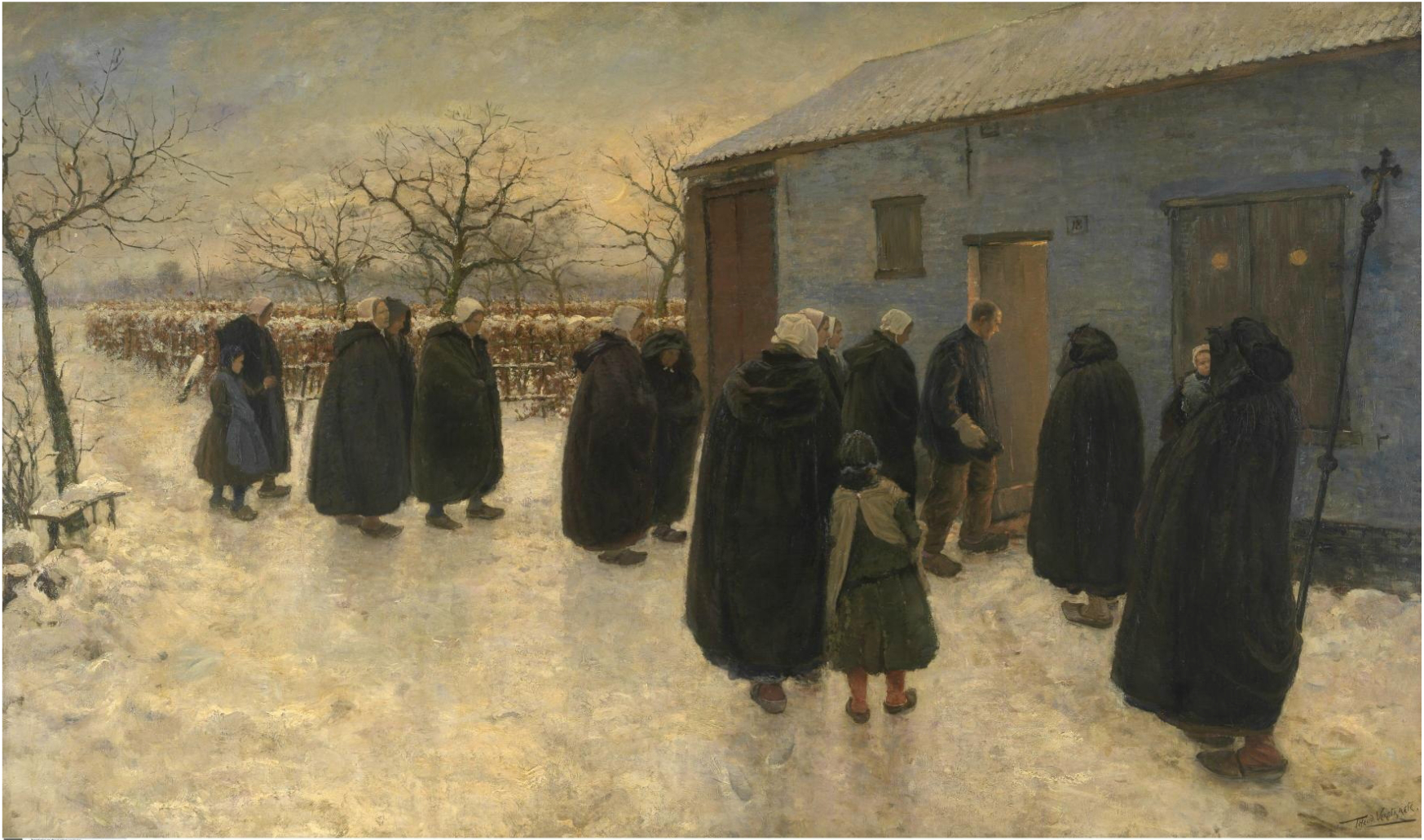
To the vigil de Théodore Verstraete (1889-1890).
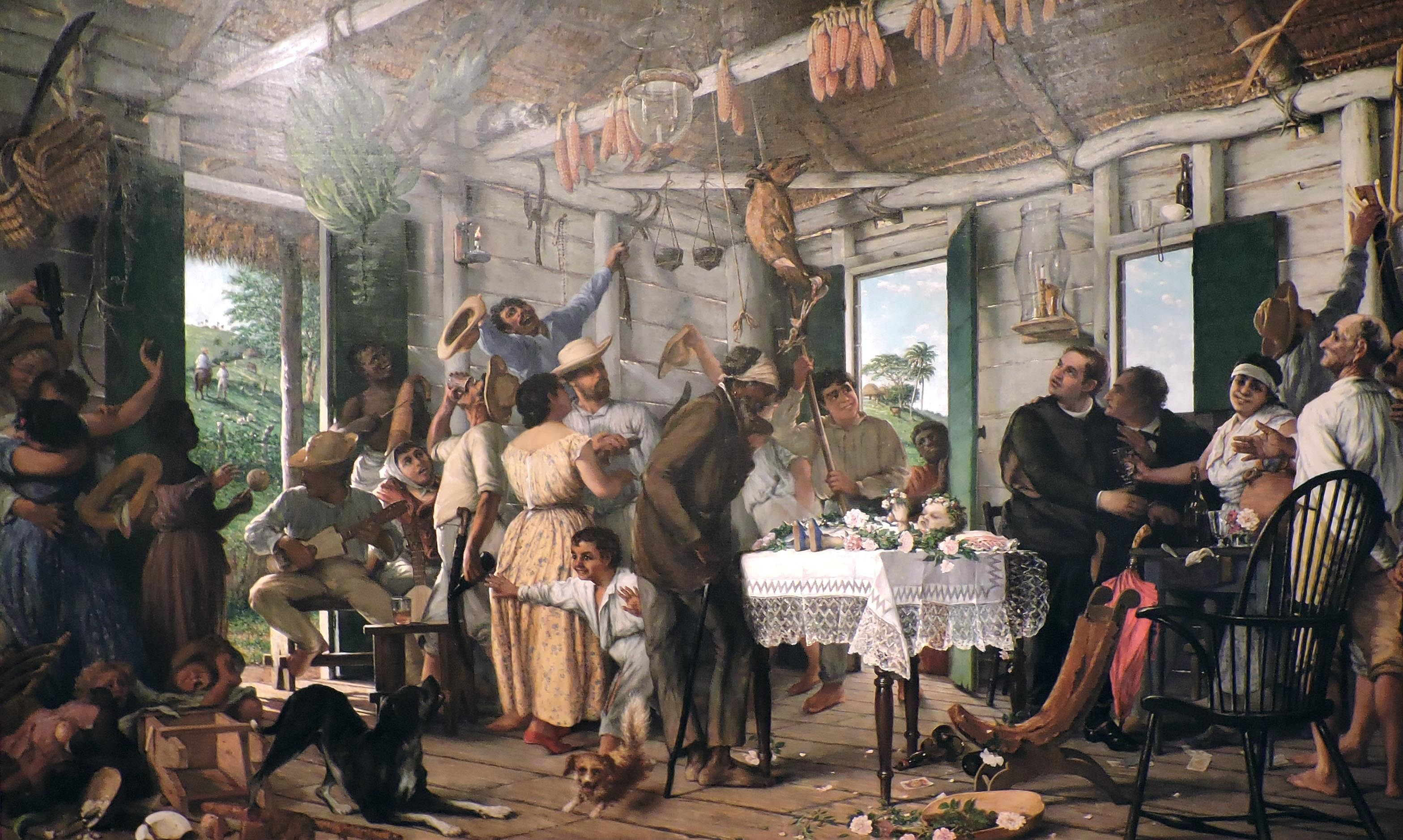
El Velorio de Francisco Oller (ca. 1893).
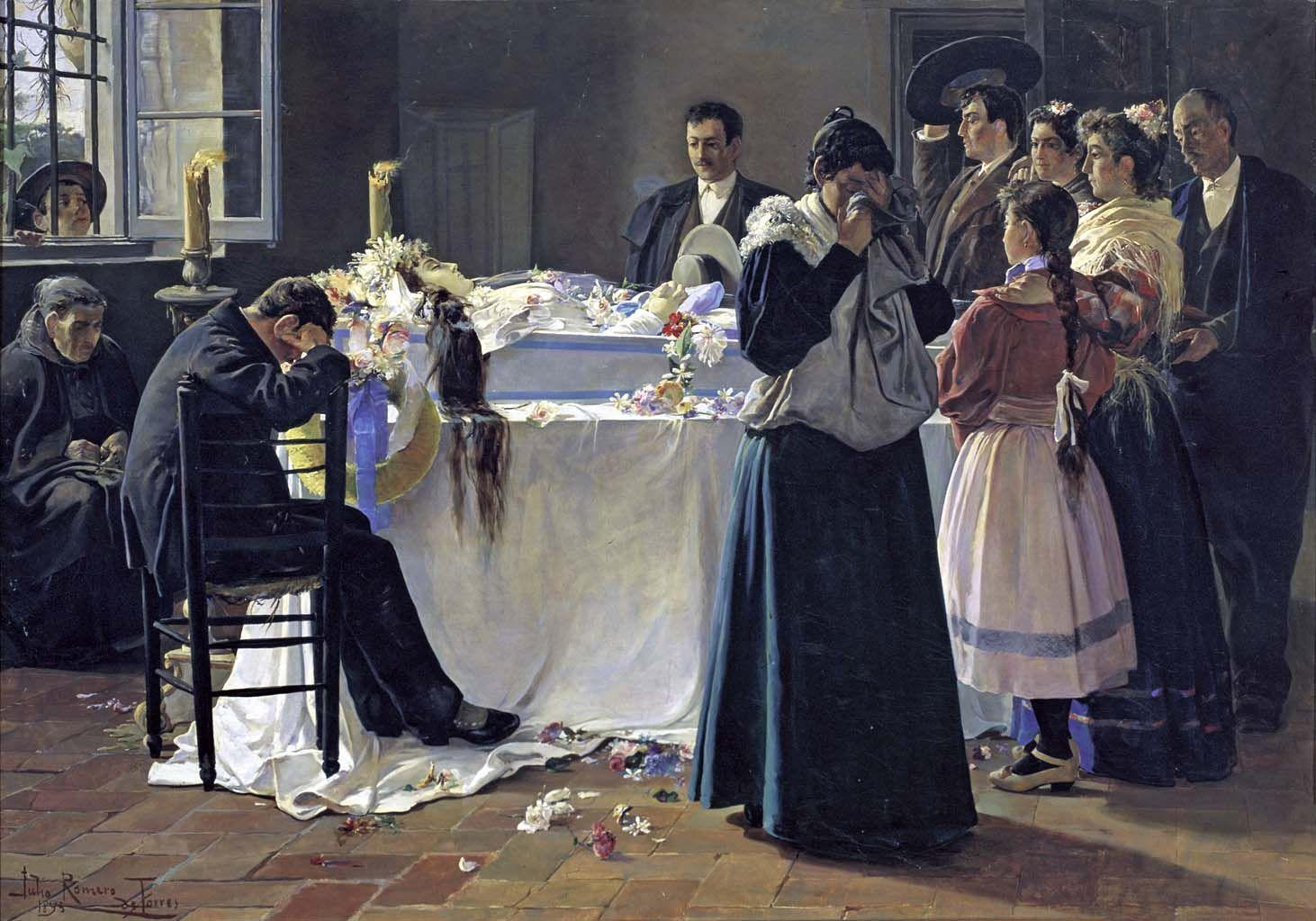
Mira que bonita era  de Julio Romero de Torres (ca. 1895).